# Otoblastus townesi
Otoblastus townesi là một loài tò vò trong họ Ichneumonidae.